# 舍洛塔农村居民点
舍洛塔农村居民点（俄语：Сельское поселение Шелотское）是俄罗斯联邦沃洛格达州韦尔霍瓦日耶区所属的一个农村居民点。其下辖有23个居民点，行政中心为舍洛塔。据2015年统计，该农村居民点的人口为432人。